# Albert Schilling
Albert Schilling (Zurigo, 21 marzo 1904 – Arlesheim, 30 luglio 1987) è stato uno scultore svizzero, noto a livello internazionale come autore di figure semi-astratte e per il suo apporto innovativo all'arte sacra.